# Мајк Конли (атлетичар)
Мајк Конли (енгл. Michael Alex "Mike" Conley, Sr.; * 5. октобар 1962) је амерички атлетичар који се такмичио првенствено у троскоку и скоку у даљ. У троскоку је освојио златну олимпијску медаљу 1992. године, сребро 1984. и злато на Светском првенству 1993. године.
Конлијев син, Мајк Конли млађи, је професионални кошаркаш у Националној кошаркашкој асоцијацији (НБА).

## Лични рекорди
троскок — 17,87 m 27. јун 1987, Сан Хозе, САД